# Giuseppe Mosca
Giuseppe Mosca (1772 Neapol? – 14. září 1839 Messina) byl italský skladatel, bratr skladatele Luigiho Moscy.

## Život
Studoval v Neapoli na konzervatoři Conservatorio di Santa Maria di Loreto pod vedením Fedele Fenaroliho. Jako operní skladatel debutoval v Římě v roce 1791 operou Silvia e Nardone. V následujících letech komponoval i několik oper ročně a dosáhl značného úspěchu. V roce 1803 působil v Paříži jako skladatel i jako učitel cembala v Théâtre Italien. Proslavil se i sporem se skladatelem Gioacchino Rossinim, kterého v roce 1812 obvinil, že v opeře La pietra del paragone použil árii z Moscovy opery I pretendenti delusi z předchozího roku.
V letech 1817–1820 působil v Palermu jako ředitel divadla Real Teatro Carolino. V roce 1820 odešel do Milána. V roce 1827 se vrátil na Sicílii a stal se ředitelem divadla v Messině. V Messině také 14. září 1839 zemřel.

## Dílo

### Opery
- Silvia e Nardone (1791 Teatro Nuovo, Řím)
- La vedova scaltra (1796 Teatro Tordinona, Řím)
- Il folletto (1797 Teatro Nuovo, Neapol)
- Chi si contenta gode (1798 Teatro Apollo, Řím)
- I matrimoni liberi (1798 Teatro alla Scala, Milán)
- Ifigenia in Aulide (1799 Teatro Argentina, Řím)
- Amore e dovere (1799 Teatro delle Dame, Řím)
- L'apparenza inganna (1799 Teatro San Moisè, Benátky)
- Rinaldo ed Armida (1799 Teatro della Pergola, Florencie)
- La Gastalda ed il lacchè (1800 Teatro San Samuele, Benátky)
- La gara fra Valafico e Limella (1800, Benátky)
- Il sedicente filosofo (1801 Teatro alla Scala, Milán)
- La vipera ha beccato i ciarlatani (1801 Teatro Regio, Turín)
- Ginevra di Scozia ossia Ariodante (libreto Gaetano Rossi, 1802 Grand Théâtre des Arts, Turín)
- La fortunata combinazione (libreto Luigi Romanelli, 1802 Teatro alla Scala, Milán)
- Sesostri (libreto Apostolo Zeno a Pietro Pariati, 1802 Grand Théâtre des Arts, Turín)
- Chi vuol troppo veder diventa cieco (libreto Luigi Romanelli, 1803 Teatro alla Scala, Milán)
- Emira e Conalla (1803 Teatro S. Agostino, Janov)
- Monsieur de Montaciel (1810 Teatro Carignano, Turín)
- Con amore non si scherza (1811 Teatro alla Scala, Milán)
- I pretendenti delusi (1811 Teatro alla Scala, Milán)
- I tre mariti (1812 Teatro San Moisè, Benátky)
- Il finto Stanislao Re di Polonia (1812 Teatro San Moisè, Benátky)
- Gli amori e l'arme (libreto Giuseppe Palomba, 1812 Teatro San Carlo, Neapol)
- Le bestie in uomini (libreto Angelo Anelli, 1812 Teatro alla Scala, Milán)
- Romilda, ossia L'amor coniugale (1813 Teatro Ducale, Parma)
- La diligenza a Toigni, ossia Il collaterale (1813 Teatro dei Fiorentini, Neapol)
- Don Gregorio in imbarazzo (1813 Teatro dei Fiorentini, Neapol)
- L'avviso al pubblico (libreto Gaetano Rossi, 1814 Teatro alla Scala, Milán)
- Il fanatico per l'Olanda (1814 Teatro del Corso, Bologna)
- Carlotta ed Errico (1814 Teatro dei Fiorentini, Neapol)
- I viaggiatori, ossia Il negoziante pesarese (1814 Teatro Ducale, Parma)
- Don Desiderio, ovvero Il disperato per eccesso di buon cuore (Teatro dei Fiorentini, Neapol)
- La gioventù di Enrico V(1818 Teatro della Pergola, Florencie)
- Attila, ossia Il trionfo del Re de' Franchi (1818 Teatro S. Cecilia, Palermo)
- I due fratelli fuorusciti, ovvero Li giudici senza dottrina (1819 Teatro Marsigli-Rossi, Bologna)
- Emira, regina d'Egitto (1821 Teatro alla Scala, Milán)
- La sciocca per astuzia (libreto Luigi Romanelli, 1821 Teatro alla Scala, Milán)
- La dama locandiera (libreto Luigi Romanelli, 1822 Teatro alla Scala, Milán)
- La poetessa errante (1822 Teatro Nuovo, Neapol)
- Federico II, Re di Prussia (1824 Teatro San Carlo, Neapol)
- L'abate dell'Epée (1826 Teatro San Carlo, Neapol)

### Jiná díla
- La moglie virtuosa, ossia Costanza Ragozzi (balet, 1798 Milán)
- Tomiri regina d'Egitto (balet, 1802 Turín)
- Salve regina per soprano e organo
- Sinfonia in do maggiore
- Sinfonia per cembalo in re maggiore